# Pigs of the Roman Empire
Pigs of the Roman Empire (рус. Свиньи Римской империи) — студийный альбом американской сладж-метал-группы Melvins и электронного музыканта Lustmord, который был издан в 2004 году на лейбле Ipecac Recordings.

## Об альбоме
В интервью журнала Kerrang! 2008 года Базз Осборн признавался:
Мне всегда нравилось творчество Lustmord, и сделать совместный альбом с ним казалось мне хорошей идеей. Однако Pigs of the Roman Empire нельзя назвать сотрудничеством в полном смысле, поскольку в альбоме есть вещи, которые строго «его», а есть — строго «наши».
При этом информация о том, кто над чем работал, никогда не раскрывалась.
Существенный вклад в создание альбома внёс Адам Джонс, гитарист группы Tool.

## Список композиций
| №  | Название                   | Длительность |
| -- | -------------------------- | ------------ |
| 1. | «III»                      | 3:00         |
| 2. | «The Bloated Pope»         | 3:45         |
| 3. | «Toadi Acceleratio»        | 3:25         |
| 4. | «Pigs of the Roman Empire» | 22:29        |
| 5. | «Pink Bat»                 | 6:32         |
| 6. | «Zzzz Best»                | 1:59         |
| 7. | «Safety Third»             | 6:11         |
| 8. | «Idolatrous Apostate»      | 6:46         |
| 9. | «[untitled]»               | 5:47         |

## Над альбомом работали

### Участники группы
- Базз Осборн — вокал, гитара
- Дейл Кровер — ударные
- Кевин Рутманис — басс

### Приглашённые музыканты
- Lustmord — звуковой дизайн, программинг
- Адам Джонс — гитара
- Дэвид Скотт Стоун — клавишные